# Jacek Foks
Jacek Foks (ur. 23 stycznia 1975 w Stąporkowie) – polski prawnik, analityk i urzędnik państwowy, w latach 2003–2010 i od 2017 wicedyrektor Polskiego Instytutu Spraw Międzynarodowych (w tym w latach 2004–2005 i w 2010 pełniący obowiązki dyrektora), w 2012 podsekretarz stanu w Ministerstwie Sportu i Turystyki.

## Życiorys
Wychowywał się w Krasnej. Absolwent II Liceum Ogólnokształcącego im. Jana Śniadeckiego w Kielcach i Wydziału Prawa i Administracji Uniwersytetu Warszawskiego. Publikował m.in. w Polskim Przeglądzie Dyplomatycznym. Autor i współautor publikacji oraz książek z zakresu stosunków międzynarodowych i prawa sportowego, min. Unia Europejska i sport. Implikacje członkostwa Polski w Unii Europejskiej dla polskiego sportu (2006).
Od 2000 do 2010 pracował w Polskim Instytucie Spraw Międzynarodowych, od 2003 jako wicedyrektor. Tymczasowo sprawował funkcję dyrektora od 20 września 2004 do 31 maja 2005 i od 10 czerwca do 18 lipca 2010. W 2008 został członkiem zarządu Międzynarodowego Stowarzyszenia Prawa Sportowego. Od 2010 do 2011 był dyrektorem Departamentu Analiz i Polityki Sportowej w Ministerstwie Sportu i Turystyki. Następnie od 5 stycznia do 8 grudnia 2012 roku pełnił funkcję podsekretarza stanu w tymże ministerstwie (jego poprzednikiem i następcą był Tomasz Półgrabski). Później w 2017 powrócił na stanowisko wicedyrektora PISM.